# Wereldkampioenschappen kunstschaatsen 1922
De Wereldkampioenschappen kunstschaatsen 1922 werden gevormd door drie toernooien die door de Internationale Schaatsunie werden georganiseerd.
Na zeven jaar van onderbreking vanwege de Eerste Wereldoorlog werden het EK- en WK kunstschaatsen hervat. In de tussenliggende periode kwamen de kunstschaatsers alleen op de Zomerspelen van 1920 in Antwerpen op een internationaal kampioenschap uit.
Voor de paren was het de achtste editie. Dit kampioenschap vond plaats op 29 januari in Davos, Zwitserland. Davos was hiermee de eerste stad die voor de zesde keer als gaststad optrad voor een WK toernooi. Het was de zevende keer dat Zwitserland als gastland van een WK toernooi optrad, in 1914 was Sankt Moritz gaststad voor de toernooien voor vrouwen en paren.
Voor de mannen was het de twintigste editie, voor de vrouwen de tiende. Deze twee kampioenschappen vonden plaats van 4 tot en met 6 februari in Stockholm, Zweden. Stockholm was hiermee de tweede stad die voor de zesde keer als gaststad optrad voor een WK toernooi, voor Zweden gold dit als gastland.

## Deelname
Er namen deelnemers uit vijf landen deel aan deze kampioenschappen. Zij vulden 12 startplaatsen in. Van de zeventien deelnemers namen elf er al voor de oorlog deel, zes debuteerden op deze kampioenschappen.
(Tussen haakjes het totaal aantal startplaatsen in de drie toernooien.)
| Oostenrijk (4) Noorwegen (3) Weimarrepubliek (2) Zweden (2) Finland (1) |

## Medailleverdeling
Bij de mannen werd Grafström de zesde wereldkampioen en de derde Zweed die de titel veroverde, hiermee trad hij in de voetsporen van tienvoudig kampioen Ulrich Salchow en Gösta Sandahl. Het was zijn eerste WK medaille. Kachler behaalde zijn vijfde WK medaille, van 1911-1914 werd hij achtereenvolgens derde, tweemaal wereldkampioen en tweede. Böckl behaalde zijn derde medaille, in 1913 werd hij tweede, in 1914 derde.
Bij de vrouwen werd Plank-Szabo de vierde wereldkampioene en de eerste Oostenrijkse. Norén behaalde haar tweede medaille, in 1913 werd ze derde. Moe op plaats drie behaalde voor Noorwegen de eerste WK medaille bij de vrouwen en de derde in totaal voor Noorwegen. In 1897 won Johan Lefstad bij de mannen ook brons en in 1912 behaalden Alexia Bryn-Schøien / Yngvar Bryn eveneens brons bij de paren.
Bij de paren werden Engelmann / Berger als vijfde paar wereldkampioen en het tweede Oostenrijkse paar. Voor Engelmann was het haar tweede titel, in 1913 behaalde ze deze titel met schaatspartner Karl Mejstrik. Jakobsson-Eilers / Jakobsson op plaats twee behaalden bij hun zesde deelname hun zesde medaille, in 1911 en 1914 werden ze wereldkampioen, in 1910, 1912 en 1913 ook tweede. Het debuterende paar Metzner / Metzner behaalden brons.
| Discipline | Goud                             | Zilver                                       | Brons                           |
| ---------- | -------------------------------- | -------------------------------------------- | ------------------------------- |
| Mannen     | Gillis Grafström                 | Fritz Kachler                                | Willy Böckl                     |
| Vrouwen    | Herma Plank-Szabo                | Svea Norén                                   | Margot Moe                      |
| Paren      | Helene Engelmann / Alfred Berger | Ludowika Jakobsson-Eilers / Walter Jakobsson | Margaret Metzner / Paul Metzner |

## Uitslagen
| #      | naam (deelname)      | land                | pc |
| ------ | -------------------- | ------------------- | -- |
| Goud   | Gillis Grafström (2) | Vlag van Zweden     | 7  |
| Zilver | Fritz Kachler (5)    | Vlag van Oostenrijk | 8  |
| Brons  | Willy Böckl (3)      | Vlag van Oostenrijk | 15 |
| 4      | Martin Stixrud (3)   | Vlag van Noorwegen  | 20 |

| #      | naam (deelname)   | land                | pc |
| ------ | ----------------- | ------------------- | -- |
| Goud   | Herma Plank-Szabo | Vlag van Oostenrijk | 5  |
| Zilver | Svea Norén (2)    | Vlag van Zweden     | 11 |
| Brons  | Margot Moe        | Vlag van Noorwegen  | 14 |

### Paren
| Er deden vijf paren uit vier landen mee. De paren Jakobsson-Eilers / Jakobsson (1911-1914) en Bryn-Schøien / Bryn (1912-1914) namen ook al voor de oorlog deel, op de OS van 1920 wonnen beide paren respectievelijk het goud en zilver. Helene Engelmann vormde in 1913 en 1914 een schaatsduo met Karl Mejstrik en Paul Metzner nam in 1913 aan het mannentoernooi deel. \| # \| naam (deelname) \| land \| pc \| \| ------ \| -------------------------------------------------- \| --------------------------------------------- \| ---- \| \| Goud \| Helene Engelmann (3) Alfred Berger \| Vlag van Oostenrijk \| 6 \| \| Zilver \| Ludowika Jakobsson-Eilers (6) Walter Jakobsson (6) \| Vlag van Finland (1918-1978) \| 12.5 \| \| Brons \| Margaret Metzner Paul Metzner (2) \| Vlag van Duitsland tijdens de Weimarrepubliek \| 17.5 \| \| 4 \| Grete Weise Georg Velisch \| Vlag van Duitsland tijdens de Weimarrepubliek \| 17 \| \| 5 \| Alexia Bryn-Schøien (4) Yngvar Bryn (4) \| Vlag van Noorwegen \| 22 \| |                                                    |                                               |      |
| # | naam (deelname)                                    | land                                          | pc   |
| Goud | Helene Engelmann (3) Alfred Berger                 | Vlag van Oostenrijk                           | 6    |
| Zilver | Ludowika Jakobsson-Eilers (6) Walter Jakobsson (6) | Vlag van Finland (1918-1978)                  | 12.5 |
| Brons | Margaret Metzner Paul Metzner (2)                  | Vlag van Duitsland tijdens de Weimarrepubliek | 17.5 |
| 4 | Grete Weise Georg Velisch                          | Vlag van Duitsland tijdens de Weimarrepubliek | 17   |
| 5 | Alexia Bryn-Schøien (4) Yngvar Bryn (4)            | Vlag van Noorwegen                            | 22   |

Medaillewinnaars

Mannen · 
Vrouwen ·
Paren · 
IJsdansen

 Toernooi

1896 · 
1897 · 
1898 · 
1899 · 
1900 · 
1901 · 
1902 · 
1903 · 
1904 · 
1905 · 
1906 · 
1907 · 
1908 · 
1909 · 
1910 · 
1911 · 
1912 · 
1913 · 
1914 · 
1915-1921 · 
1922 · 
1923 · 
1924 · 
1925 · 
1926 · 
1927 · 
1928 · 
1929 · 
1930 · 
1931 · 
1932 · 
1933 · 
1934 · 
1935 · 
1936 · 
1937 · 
1938 · 
1939 ·
1940-1946 · 
1947 · 
1948 · 
1949 · 
1950 · 
1951 · 
1952 · 
1953 · 
1954 · 
1955 · 
1956 · 
1957 · 
1958 · 
1959 · 
1960 · 
1961 · 
1962 · 
1963 · 
1964 · 
1965 · 
1966 · 
1967 · 
1968 · 
1969 · 
1970 · 
1971 · 
1972 · 
1973 · 
1974 · 
1975 · 
1976 · 
1977 · 
1978 · 
1979 · 
1980 · 
1981 · 
1982 · 
1983 · 
1984 · 
1985 · 
1986 · 
1987 · 
1988 · 
1989 · 
1990 · 
1991 · 
1992 · 
1993 · 
1994 · 
1995 ·
1996 · 
1997 · 
1998 · 
1999 · 
2000 · 
2001 · 
2002 · 
2003 · 
2004 · 
2005 · 
2006 ·
2007 ·
2008 ·
2009 ·
2010 ·
2011 ·
2012 ·
2013 ·
2014 ·
2015 ·
2016 ·
2017 ·
2018 ·
2019 · 
2020 · 
2021 ·
2022 ·
2023 ·
2024

 ISU-kampioenschappen

WK kunstschaatsen junioren ·
EK kunstschaatsen ·
Viercontinentenkampioenschap ·
Olympische Spelen